# 二七路 (郑州市)
二七路是一条位于河南省郑州市南北走向的道路，北起新通桥立交桥，与文化路相通，南至二七广场，全长1188.20米，1952年为纪念1923年二七大罢工而命名为二七路，是郑州著名的商业街。

## 历史
二七纪念塔至太康路段原名长春路，1946年，郑州绥靖公署令工兵十三团整修该段路面，由沿路居民商号自备砖渣做路的基层，上面铺垫黄土，用滚碾压成型。1950年10月，由郑州市建筑工人合作社承建为水泥砼路面。1980年9月22日至10月6日，该路铺筑2.5厘米厚沥青砼作为补强。
太康路至新通桥段又名北二七路，原名小市场大街，1953年6月11日修建泥结碎石浇柏油路面，当年9月27日完成。1989年该段路面大修，由15米加宽为20米。
北二七路云集了多家大型购物中心及国内外众多知名的服饰品牌和餐饮店，1998年被命名为“百城万店无假货”活动示范街。2002年被命名为“国家级放心购物一条街”。
2019年4月起，郑州二七商业区地下管廊项目开始施工，二七路地下将设置两层的地下管廊，地下一层为人行通道及地下空间开发，地下二层为管廊层，局部地下三层为管廊出线层。给水、热力、通讯、电力等管线入廊。项目建成后，地下管廊将与郑州地铁1号线（二七广场站、人民路站）、3号线（人民公园站）实现互联互通，构建起地下公共步行交通体系，解决人车混行、缓解交通拥堵的现状。

## 沿路主要建筑和地点
- 友谊四季广场
- 广州大酒店
- 新桥商务大厦
- 人民公园
- 和邦大厦
- 郑州市政协
- 天河大酒店
- 郑州市公安局
- 丹尼斯大卫城
- 河南省书画院
- 仟汇名品广场
- 大上海城
- 郑州百货大楼
- 郑州新玛特购物广场（金博大城）
- 中国网通二七路综合生产楼
- 金运大厦
- 正弘大厦
- 新亚国际大酒店
- 商城大厦
- 郑州华联商厦